# Judith Kirton-Darling
Judith (Jude) Kirton-Darling (ur. 2 czerwca 1977 w Dar es Salaam) – brytyjska polityk i działaczka związkowa, członkini władz centralnych Europejskiej Konfederacji Związków Zawodowych, posłanka do Parlamentu Europejskiego VIII i IX kadencji.

## Życiorys
Urodziła się w Tanzanii, wychowywała się w Middlesbrough. Ukończyła studia na University of Sheffield (1999) oraz na University of Bath (2001). W latach 1999–2000 pracowała przy programie QCEA (powiązanym z kwakrami) w Brukseli. Później była asystentką w Europejskim Instytucie Związków Zawodowych (2001–2003), pracownikiem organizacji UNI-Europa, (2003–2007), europejskim przedstawicielem brytyjsko-irlandzkiego związku zawodowego Unite the Union (2007–2008) i doradcą centrali związkowej Europejska Federacja Metalowców (2008–2011). Następnie wybrana na sekretarza Europejskiej Konfederacji Związków Zawodowych (ETUC).
Gdy w 2013 wieloletni europoseł Stephen Hughes ogłosił, że nie będzie ubiegał się o reelekcję, Judith Kirton-Darling została rekomendowana na pierwsze miejsce listy Partii Pracy w okręgu wyborczym North East England w wyborach w 2014. W głosowaniu z 22 maja 2014 uzyskała mandat eurodeputowanej VIII kadencji. W 2019 z powodzeniem ubiegała się o reelekcję.